# Поліелектроліти

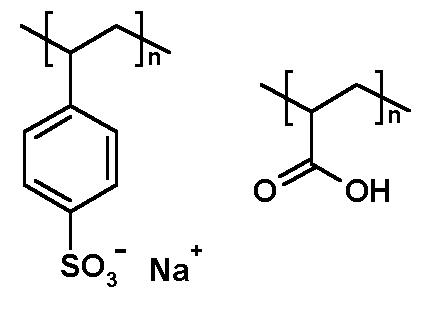
Приклад хімічної структури синтетичних поліелектролітів. Ліворуч — полі(натрій стирен сульфонат) (PSS), праворуч — полі(акрилова кислота) (PAA). Обидва — негативно заряджені поліелеткроліти після дисоціації (поліаніони). PSS — сильний поліелектроліт (повністю заряджений в розчині), тоді як PAA слабкий (частково заряджений).

Поліелектролі́ти — полімери, чиї мономери містять електролітичну групу. Ці групи дисоціюють у водних розчинах, роблячи полімери зарядженими. Властивості поліелекролітів, таким чином, подібні як до електролітів (солей), так і до полімерів (високомолекулярних сполук), і інколи називаються полісолями. Подібно до солей, їх розчини електропровідні. Подібно до полімерів, їх розчини часто дуже в'язкі. Заряджені молекулярні ланцюжки зазвичай присутні в м'яких структурах, часто грають фундаментальну роль у визначенні структури, стабільності і взаємодій різних молекулярних систем.
Теоретичні підходи до опису їх статистичних властивостей глибоко відрізняються від опису електронейтральних полімерів, а їх унікальні властивості використовуються в широкому ряду технологічних процесів. Проте, найбільшу роль, здається, вони грають в біології і біохімії. Багато біологічних молекул — поліелектроліти. Наприклад, поліпептиди (і, таким чином, всі білки) і ДНК — поліелектроліти.

## Поліамфоліти
Поліамфоліти — амфотерні поліелектроліти, властивості яких визначаються наявністю в їх макромолекулах одночасно основних і кислотних груп, здатних до взаємної нейтралізації. Пр., білки, нуклеїнові кислоти, біологічні йонофори, мембрани.